# B-L
En physique des hautes énergies, B-L (prononcé B moins L) est la différence entre le nombre baryonique B et le nombre leptonique L. Contrairement à la conservation de ces derniers qui sont des symétries accidentelles, la conservation de B-L est une symétrie exacte du Modèle standard de la physique des particules. Dans les Grand Unified Theory, toutes les particules du modèle standard (quarks, leptons etc.) sont regroupées dans un multiplet, et quand le groupe est brisé, une symétrie restante peut être B-L (suivant comment on brise le groupe).  

## Détail
Ce nombre quantique est la charge d'une symétrie U(1) globale/jauge dans certains modèles de la théorie de la grande unification, appelée U(1)B-L. Contrairement au nombre de baryons seul ou au nombre de leptons seul, cette symétrie hypothétique ne serait pas brisée par des anomalies chirales ou gravitationnelles, tant que cette symétrie est globale, c'est pourquoi cette symétrie est souvent invoquée. 
Si {\displaystyle B-L} existe en tant que symétrie, alors pour que le mécanisme de bascule fonctionne, {\displaystyle B-L} doit être spontanément brisé pour donner aux neutrinos une masse non nulle. 
Les anomalies qui briseraient la conservation du nombre de baryons et du nombre de leptons s'annulent individuellement de telle sorte que {\displaystyle B-L} est toujours conservé. Un exemple hypothétique est la désintégration du proton : un proton {\displaystyle (B=1,L=0)} se désintègre en un pion {\displaystyle (B=0,L=0)} et un positron {\displaystyle (B=0,L=-1)}. 
L'hypercharge faible {\displaystyle Y_{\text{W}}} est liée à {\displaystyle B-L}  via :
{\displaystyle X+2\,Y_{\text{W}}=5\,(B-L)}
où la charge X (à ne pas confondre avec le boson X) est le nombre quantique conservé associé à la symétrie globale U(1) de la Grande théorie unifiée.